# Al-Budi
Al-Budi (arab. البودي) – miejscowość w Syrii, w muhafazie Latakia. W 2004 roku liczyła 2359 mieszkańców.